# Альтенвайер
Альтенвайер (с нем. «старый пруд») — пруд на склоне Вогез в регионе Эльзас, Верхний Рейн, Франция. Располагается в долине Мюнстер у подножия гор Райнкопф и Кастельберг.
Площадь поверхности — 7,7 га. Высота над уровнем моря — 920 м.

## Образование озера
Водоём образован ледником четвертичного периода, что типично для всех вогезских озёр, на основании сильно отшлифованного и эрозионного ледникового цирка.

## Плотина
Плотина на реке была сконструирована между 1886 и 1893 годами. Эльзас в то время находился в составе Германской империи. В 1894 году плотину размыло. Её вновь возвели на месте прежней, но на сегодняшний день от неё остались лишь руины.
Это гидротехническое сооружение позволяло с конца XIX века избегать падения уровня воды в реке Фехт летом и, наоборот, служила противодействием паводкам зимой и весной, контролируя разливы реки в долине.

## Активный отдых
Берега водоёма часто посещаются туристами из клуба пеших прогулок Club vosgien. Местными активно культивируется легенда, что молчаливый путник может наблюдать в безлунную ночь в полночь поднимающуюся из тёмных глубин озера золотую карету.